# Guraszáda község
Guraszáda község (románul: Comuna Gurasada) község Hunyad megyében, Romániában. Központja Guraszáda, beosztott falvai Alsóboj, Danulesd, Felsőboj, Gothátya, Karmazinesd, Kimpur, Kimpényszurduk, Runksor, Ullyes, Vika.

## Népessége
A 2011-es népszámlálás adatai alapján a község népessége 1492 fő volt.